# Miquel Bartomeu Salón Ferrer
Miquel Bartomeu Salón Ferrer OSA (València, novembre de 1539 - València, 25 de gener de 1621) fou teòleg agustinià valencià. En el camp del dret, és un dels autors de l'Escola espanyola del Dret Natural i ha arribat a ser considerat com el pare del dret internacional.

## Biografia
Va nàixer a València, fill del matrimoni de Juan Salón i Beatriz Ferrer.
Respecte la seua formació, va professar al convent augustinià del Socors de València (1559). Més endavant va estudiar filosofia a la Universitat d'Alcalá (tenint de professor a Mancio de Corpus Christi) i es graduà a València de mestre en arts (1566), doctor en teologia (1566) i mestre en teologia (1568).
També va dedicar-se a la docència. Així, a la Universitat de València va exercir de catedràtic de dialèctica i filosofia entre el 1566 i 69, després, durant quasi quaranta anys, va regir la càtedra de sant Tomàs.
Respecte les feines fora de l'àmbit docent, destaca que va ser procurador de la causa de beatificació de Tomás de Villanueva (1599-1602), vuit vegades prior dels convents valencians i definidor en el capítol general del 1575 a més d'altres càrrecs en l'Orde de Sant Agustí. Va ser consultat pel rei Felip III d'Aragó per a l'expulsió dels morsicos i pel virrei de València i el Tribunal de la Inquisició, tenint una notable influència al Regne de València.
El 1612 el Rei Felip III el va distingir.
Als vuintanta-dos anys va morir, havent viscut 62 anys de religiós i quaranta de catedràtic.

## Pensament
Va defendre el concepte de llei voluntarista radicant en la voluntat de l'autoritat que té potestat per a manar.

## Obres
Deixà deu obres conegudes, algunes d'aquestes manuscrites.
- Commentarium in disputationem de iustitia, segons sant Tomàs, en dues parts (1591, 1598) és una obra de dret destacable.[4] L'edició de 1608 la va dedicar al cardenal Farnesio.[2] En aquesta obra va tractar el tema de l'esclavatge dels negres[10] junt a altres, pel seu caràcter enciclopèdic.[2] Se sap que l'autor tenia pensat fer una tercera part.[3]
- Libro de los singularísimos exemplos... és la biografia de Tomás de Villanueva. Fou reeditada diverses vegades (1620, 1652, 1670, 1737, 1793, 1925) i traduïda a l'italià (1619, 1658), al portuguès (1629), a l'holandès (1660) i al llatí (1880).[4]
- Constitucions del Estudi General de... València (1611),[4] redactades per ell per ordre de la Universitat de València.[8]
- Censura de les doctrines de Luis de Molina, Báñez i Zumiel (1595), inèdita.[4]